# Consejo Privado de Tonga

El Consejo Privado de Tonga es el consejo de mayor rango para asesorar al Monarca en el Reino de Tonga. Está facultado para asesorar al Rey en su calidad de Jefe de Estado y Fuente de Justicia en virtud de las disposiciones de la Cláusula 50 (1) de la Constitución de Tonga:
"Cláusula 50 (1) El Rey designará un Consejo Privado para que le brinde su consejo. El Consejo Privado estará compuesto por las personas a quienes el Rey considere oportuno llamar a su Consejo".

## Membresía
Los miembros del Consejo Privado son nombrados por el Rey de Tonga, quien es su Presidente. El Consejo tiene tres tipos de miembros:
- Miembros regulares: estos son la mayoría.
- Miembros que ocupan su puesto en virtud de una oficina que ocupan[2]
- Los señores de la ley

El lord canciller, el lord presidente de la Corte Suprema y el fiscal general son automáticamente miembros del Consejo. La constitución no establece un límite en el número de miembros que se sientan en el Consejo y esto queda a la discreción del monarca.

## Funciones judiciales
El Rey en el Consejo Privado tiene la autoridad para nombrar a la mayoría de los puestos en la rama judicial del gobierno. Uno de los principales objetivos de las reformas constitucionales de 2010 era garantizar la separación de los poderes ejecutivo, legislativo y judicial del gobierno. Un resultado significativo de estas reformas y enmiendas constitucionales fue la eliminación del Rey del poder ejecutivo. El poder ejecutivo fue transferido al gabinete. Los redactores de las enmiendas constitucionales de 2010 no querían que el gobierno ejecutivo controlara o interfiriera en el ejercicio del poder judicial. Eligieron otorgar el poder para hacer estos nombramientos en la oficina del jefe de Estado constitucional y no partidista. Éstas incluyen:
- El Lord Canciller
- El Lord presidente del tribunal de apelación
- Los jueces del Tribunal de Apelaciones
- El Lord Presidente del Tribunal Supremo
- Los jueces del Tribunal Supremo
- El Lord presidente del tribunal de tierras
- Los jueces del tribunal de tierras
- Los magistrados de la jurisdicción local.

El Consejo también contiene un Comité Judicial, compuesto por el lord canciller, el fiscal general, el lord presidente del Tribunal Supremo y cinco señores de la ley, y llamó al Panel de Nombramientos Judiciales y Disciplina. El Comité Judicial asesora al rey en el ejercicio de sus poderes judiciales e investiga las denuncias contra los jueces ".
El Rey en el Consejo Privado es el último tribunal de apelación para casos relacionados con herencias y títulos hereditarios.

## Funciones legislativas
El Privy Council está facultado para emitir órdenes en el consejo para regular las funciones internas y las operaciones del mismo. Fuera de estas regulaciones, el consejo no tiene poder legislativo de acuerdo con las reformas democráticas de la constitución en 2010.